# Mont Moulton
Pour les articles homonymes, voir Moulton.
Le mont Moulton est un volcan de l'Antarctique.
Il a été découvert par l'United States Antarctic Program en 1940 et a pris le nom de Richard S. Moulton, entraîneur-chef des chiens d'attelage à West Base.

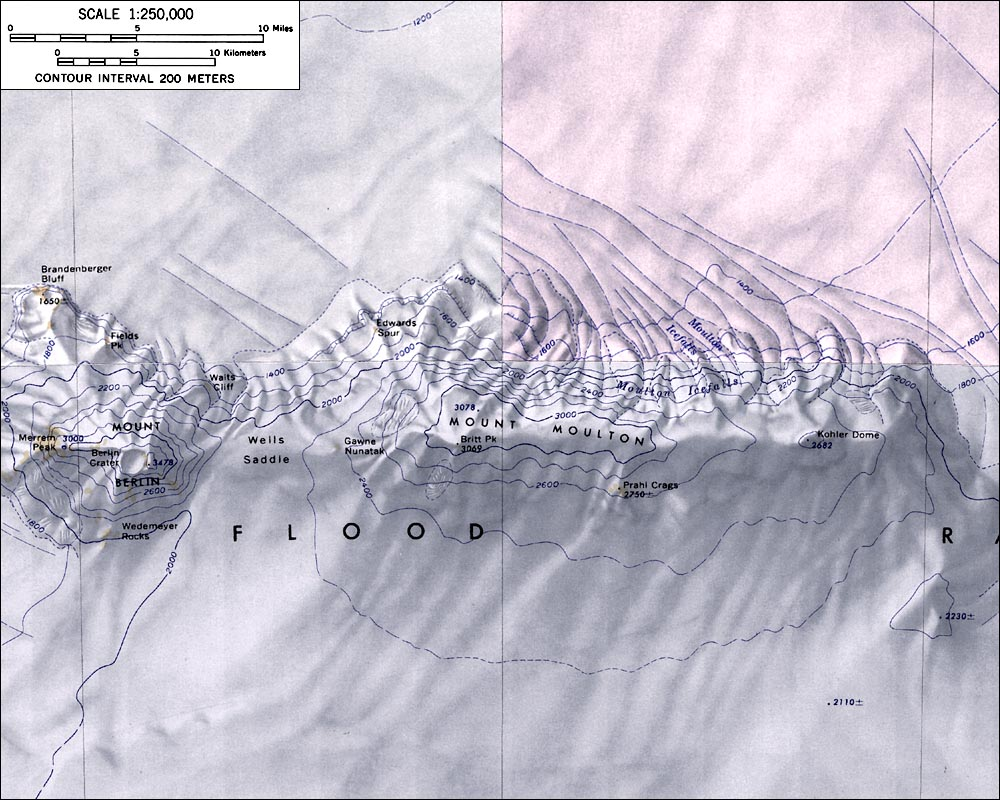
Carte du mont Berlin (à gauche) et du mont Moulton.